# Лебеда сибирская
Лебеда сибирская (лат. Atriplex sibirica) — вид травянистых растений рода Лебеда (Atriplex) семейства Амарантовые (Amaranthaceae).

## Ботаническое описание
Однолетнее травянистое растение с прямым или восходящим стеблем 25—60 см высотой, более или менее ветвистым, нередко от самого основания, с раскинутыми обычно ветвями. Листья очерёдные, снизу мучнисто-беловатые, недлинно-черешковые, треугольно-ромбические или яйцевидно-ромбические, туповато-заострённые, выемчато-зубчатые или почти цельнокрайные, 3—6 см длиной и 1,5—3 см шириной.
Цветочные пучки в коротких прерывистых колосьях, находящихся в пазухах листьев и на верхушках ветвей. Прицветники у женских цветков сросшиеся почти до самого верха, при плодах образуют овальное или почти шаровидное, сжатое с боков, в нижней части затвердевающее покрывальце около 5 мм длиной и 4 мм шириной, которое при основании широко-клиновидное, на верхушке зубчатое и здесь открывающееся щелью, на поверхности морщинистое и усаженное шиповидными зубчиками.

## Распространение и экология
Сибирь, Средняя, Центральная и Восточная Азия. Растёт на солончаках и солонцеватых местах, в засоленных степях.